# Vigesimocuarta Enmienda a la Constitución de los Estados Unidos
La Vigesimocuarta Enmienda a la Constitución de los Estados Unidos prohíbe tanto al Congreso como a los estados, condicionar el derecho al voto en las elecciones federales al pago de un impuesto de capitación o de cualquier otro tipo de impuesto. La enmienda fue propuesta por Congreso a los estados el 29 de agosto de 1962 y fue ratificada por los estados el 23 de enero de 1964.
Los impuestos de capitación habían sido instaurados en once Estados del sur del país, después de la denominada Reconstrucción, en el periodo que discurre al finalizar la guerra civil estadounidense, entre 1865 y 1877, con la finalidad de impedir el voto de los ciudadanos de raza negra. La Corte Suprema falló que las capitaciones violan la Constitución. Al tiempo de la ratificación de la enmienda, solo cinco Estados tenían una capitación todavía: Virginia, Alabama, Texas, Arkansas, y Misisipi. Sin embargo, la Corte Suprema falló 6-3 en Harper v. Virginia Board of Elections (1966) que la capitación violaba la Constitución por la Cláusula sobre Protección Igualitaria.

## Texto
Sección 1. El derecho de los ciudadanos de los Estados Unidos a votar en cualquier elección primaria u otra elección para Presidente o Vicepresidente, para electores para Presidente o Vicepresidente, o para Senador o Representante ante el Congreso, no será negado o coartado por los Estados Unidos ni Estado alguno por motivo de no haber pagado un impuesto electoral o cualquier otro impuesto.

Sección 2. El Congreso queda facultado para poner en vigor este artículo 
por medio de legislación adecuada.

## La propuesta y la ratificación

Ratificó la enmienda, 1962–64
Ratificó enmienda después de la promulgación, 1977–2009
Rechazó la enmienda
No ratificó la enmienda

El Congreso ratificó la Vigesimocuarta Enmienda a la Constitución de los Estados Unidos el 27 de agosto de 1962. Los estados siguientes la ratificaron:
1. Illinois (14 de noviembre de 1962)
2. Nueva Jersey (3 de diciembre de 1962)
3. Oregón (25 de enero de 1963)
4. Montana (28 de enero de 1963)
5. Virginia Occidental (1 de febrero de 1963)
6. Nueva York (4 de febrero de 1963)
7. Maryland (6 de febrero de 1963)
8. California (7 de febrero de 1963)
9. Alaska (11 de febrero de 1963)
10. Rhode Island (14 de febrero de 1963)
11. Indiana (19 de febrero de 1963)
12. Utah (20 de febrero de 1963)
13. Míchigan (20 de febrero de 1963)
14. Colorado (21 de febrero de 1963)
15. Ohio (27 de febrero de 1963)
16. Minnesota (27 de febrero de 1963)
17. Nuevo México (5 de marzo de 1963)
18. Hawái (6 de marzo de 1963)
19. Dakota del Norte (7 de marzo de 1963)
20. Idaho (8 de marzo de 1963)
21. Washington (14 de marzo de 1963)
22. Vermont (15 de marzo de 1963)
23. Nevada (19 de marzo de 1963)
24. Connecticut (20 de marzo de 1963)
25. Tennessee (21 de marzo de 1963)
26. Pensilvania (25 de marzo de 1963)
27. Wisconsin (26 de marzo de 1963)
28. Kansas (28 de marzo de 1963)
29. Massachusetts (28 de abril de 1963)
30. Nebraska (4 de abril de 1963)
31. Florida (18 de abril de 1963)
32. Iowa (24 de abril de 1963)
33. Delaware (1 de mayo de 1963)
34. Misuri (13 de mayo de 1963)
35. Nuevo Hampshire (12 de junio de 1963)
36. Kentucky (27 de junio de 1963)
37. Maine (16 de enero de 1964)
38. Dakota del Sur (23 de enero de 1964)

La ratificación se produjo el 23 de enero de 1964. Estados que la ratificaron con posterioridad:
1. Virginia (25 de febrero de 1977)
2. Carolina del Norte (3 de mayo de 1989)
3. Alabama (2002)
4. Texas (22 de mayo de 2009)[2]

La enmienda fue rechazada por:
1. Misisipi (20 de diciembre de 1962)